# Nagybajom
Nagybajom é uma cidade da Hungria, situada no condado de Somogy. Tem 108,06 km² de área e sua população em 2019 foi estimada em 3.288 habitantes.